# 경사생산
경사생산(傾斜生産)은 철강·석탄 등 생산 기반을 확립하기 위하여 가장 기초적이며 결여될 수 없는 물자의 생산에 중점을 두고 그 밖의 물자에 대해서도 같은 관점에서 그 중요도에 따라 집중적으로 생산하는 방식을 말한다. 이 방식으로는 중점 부분으로서 지정된 산업에 자본이나 노동력과 각종 자원을 중점적으로 투하하여 그 산업을 육성하고 또한 다음의 중점 산업으로 이행하는 과정을 반복하게 된다. 일반적으로 그 중점은 기초적 생산재에서 기타 생산재로 나아가서는 소비재로 옮기는 경우가 많으므로 사람들이 최종적인 소비재로의 수요를 충족시키기 위해서는 상당히 장기간 기다려야만 하는 경우도 예상할 수 있으며 바로 이러한 점에 경사생산 방식의 문제가 있다고 하겠다.